# Paul-Heinz Wellmann
Paul-Heinz Wellmann (República Federal Alemana, 31 de marzo de 1952) es un atleta alemán retirado, especializado en la prueba de 1500 m en la que llegó a ser medallista de bronce olímpico en 1976.

## Carrera deportiva
En los Juegos Olímpicos de Montreal 1976 ganó la medalla de bronce en los 1500 metros, con un tiempo de 3:39.33 segundos, llegando a meta tras el neozelandés John Walker y el belga Ivo van Damme (plata).